# سلطنة بنجر
سلطنة بنجر أو سلطنة بنجرماسين (لغة بنجرية: Kasultanan Banjar) كانت سلطنة تقع في ما يعرف اليوم بمقاطعة كليمنتان الجنوبية في إندونيسيا. وكانت عاصمتها مدينة بنجرماسين.

## التاريخ
كان مؤسس السلطنة، رادين سامودرا، من سلالة ملكية بمملكة نيجارا داها. هرب من مملكة داه إلى منطقة نهر باريتو، لأن سلامته كانت في خطر، وأنشأ مملكة جديدة في بانجارماسين. بمساعدة من مانغكوبومي آريا تارانجانا، اعتنق رادين سامودرا الإسلام في 24 سبتمبر 1526، غير اسمه إلى سلطان سوريان شاه. وكانت بنجر في البداية تابعة لسلطنة ديماك حتى زوال سلطنة ديماك.
في القرن الثامن عشر، نجح الأمير ناتا ديلاجا في نقل السلطة إلى سلالته. أصبح ناتا ديلاجا أول ملك للسلالة باسم تمجيد الله الأول، في يوم توليه أطلق على نفسه اسم سوسوهونان ناتا علم.
هرب الأمير ابن السلطان محمد علي الدين أمين الله -حفيد السلطان حميد الله- إلى باسير، وطلب مساعدة عمه أرونج تراوي (وراتو ديوي). ثم عاد الأمير وهاجم سلطنة بنجر بقوة كبيرة من شعب بوغيس عام 1757، وحاول استعادة عرش سوسوهونان ناتا علم. خوفا من فقدان عرشه وسقوط المملكة في يد البوغيس، طلب سوسوهونان ناتا علم مساعدة شركة الهند الشرقية الهولندية (VOC)، التي أرسلت قوة تحت قيادة النقيب هوفمان. هزمت القوة المشتركة البوغيس، وأرسلت الأمير للفرار عائداً إلى باسير. بعد فترة طويلة، حاول مقابلة نبلاء باريتو بانجار، الذين لم يعجبهم شركة الهند الشرقية الهولندية. بعد ذلك، تم القبض على الأمير ونفيه إلى سريلانكا عام 1787، وأصبحت بنجر محمية هولندية.

## حرب بنجرماسين
زاد الهولنديون من وجودهم في القرن التاسع عشر، وأخذوا أراضي من السلطنة وتدخلوا في تعيين حكامها. قاد المقاومة إلى حرب بنجرماسين(1859) وإلغاء السلطنة في عام 1860. وبعد ذلك، كان يحكم المنطقة من قبل الحكام في مارتابورا (بانجيران جايا بيمينانغ) وفي أمونتاي (رادين أديباتي دانو رجا). ألغيت الوصاية نهائيا في عام 1884. توفي آخر مطالب بالعرش عام 1905.

## قائمة سلاطين بنجر
1. 1520-1546 السلطان سوريان شاه
2. 1546-1570 السلطان رحمة الله بن سلطان سوريان شاه
3. 1570-1595 السلطان هداية الله بن رحمة الله
4. 1595-1638 السلطان المستعين بالله بن سلطان هداية الله الأول
5. 1642-1647 السلطان عناية الله بن المستعين بالله
6. 1647-1660 السلطان سعيد الله بن سلطان عناية الله
7. 1660-1663 السلطان راية الله بن السلطان المستعين بالله
8. 1663-1679 السلطان أمر الله باغوس كاسوما بن السلطان سعيد الله
9. 1663-1679 السلطان أجونج / بانجيران سورياناتا الثاني بن السلطان عناية الله
10. 1679-1708 السلطان أمر الله باغوس كاسوما بن السلطان سعيد الله
11. 1708-1717 السلطان تحميد الله الأول / سلطان سوريا علم بن سلطان تهليل الله / سلطان أمر الله
12. 1717-1730 السلطان كاسوما ديلاجا بن سلطان أمر الله
13. 1730-1734 السلطان حميد الله /سلطان كونينغ بن سلطان تحميد الله الأول
14. 1734-1759 السلطان تمجيد الله الأول بن سلطان تهليل الله
15. 1759-1761 السلطان محمد الله / محمد علي الدين أمين الله بن سلطان حميد الله / سلطان كونينغ
16. 1761-1801 السلطان تحميد الله الثاني / السلطان ناتا بن سلطان تمجيد الله الأول
17. 1801-1825 السلطان سليمان المعتمد على الله / السلطان سليمان سعيد الله الثاني بن تحميد الله الثاني
18. 1825-1857 السلطان آدم الواثق بالله بن سلطان سليمان المعتمد على الله
19. 1857-1859 السلطان تمجيد الله الثاني الواثق بالله بن الأمير السلطان مودا عبد الرحمن بن سلطان آدم

قادة المقاومة ضد الهولنديين
1. 1859-1862 السلطان هداية الله خليل الله بن الأمير السلطان مودا عبد الرحمن بن سلطان آدم
2. 1862 الأمير أنتاساري بن الأمير مسعود بن سلطان أمير بن سلطان محمد علي الدين أمين الله
3. 1862-1905 السلطان محمد سمان بن الأمير أنتاساري بانمبهان أمير الدين خليفة المؤمنين

## وصلات خارجية
- (بالإندونيسية) Lembaga Adat dan Kekerabatan Kesultanan Banjar
- (بالإنجليزية) Daftar Sultan Banjar dalam Regnal Chronologies
- (بالإندونيسية) Daftar Sultan Banjar dalam Indonesian Traditional States II
- (بالإندونيسية) Silsilah Sultan Banjar-Pulau Laut versi Gusti Abdul Aziz
- (بالإندونيسية) Sejarah Kerajaan Banjar di MelayuOnline.com
- (بالإندونيسية) Kerajaan Banjar
- (بالإنجليزية) Territorial Expansion and Contraction in the Malay Traditional Polity as Reflected in Contemporary Thought and Administration
- (بالإندونيسية) Zaman Baru نسخة محفوظة 4 أبريل 2010 على موقع واي باك مشين.
- (بالإندونيسية) HUBUNGAN RAJA-RAJA BANJAR DAN PENGETUA KAMPUNG JAAR-SANGGARWASI
- (بالإندونيسية) Balai Adat Jadi Lambang Persaudaraan Orang Maanyan, Banjar dan Madagaskar
- (بالإندونيسية) Asal Mula Kerajaan Banjar نسخة محفوظة 26 سبتمبر 2010 على موقع واي باك مشين.
- (بالإندونيسية) Kepercayaan Masyarakat Talan Terhadap Danau Undan di Kecamatan Banua Lawas Kabupaten Tabalong
- (بالإندونيسية) Sejarah Negara Dipa